# Albert Sercu
Albert Sercu (Bornem, 26 de janeiro de 1918 - Roeselare, 24 de agosto de 1978) foi um ciclista belga que foi profissional entre 1941 e 1951, conseguindo 68 vitórias. Seu sucesso mais importante foi a medalha de prata do Campeonato Mundial de Ciclismo em Estrada de 1947.
O seu filho, Patrick, também foi ciclista profissional durante a década de 1960.

## Palmarés
- 1939

1º no Tour de Flandres (amador)
- 1945

1º na Bruxas-Gante-Bruxas
1º na Bruxelas-Everbeek
1º na Omloop der Vlaamse Bergen
- 1946

1º na Bruxelas-Izegem
Vencedor de 2 etapas na Volta à Bélgica
- 1947

1º na Het Volk
1º na Bruxelas-Izegem
1º na Através de Flandres
1º na Nokere Koerse
Vencedor de 2 etapas na Volta à Bélgica
 Medalha de prata ao Campeonato Mundial de Ciclismo em Estrada
- 1948

1º na Omloop der Vlaamse Gewesten
- 1950

Vencedor de 2 etapas na Volta a Marrocos
- 1951

Campeão de Europa de Madison (com Valère Ollivier)

### Resultados no Tour de France
1947. Abandona (8º etapa)